# 츠무기 리사
츠무기 리사(일본어: 紡木 吏佐 つむぎ りさ[*], 1996년 7월 5일 ~ )는 일본의 여성 성우. 오키나와현 출신. 히비키 소속.

## 내력
2017년 11월 히비키 주최의 신인 발굴 오디션을 거쳐 동사무소에 소속, 성우 데뷔.
2018년 7월18일부터 미디어믹스 프로젝트 BanG Dream!에서는 걸밴드 RAISE A SUILEN'의 DJ로 활동 개시.
2022년 10월 작곡가 혼다 유키(本多友紀)와 결혼.
2023년 9월 혼다와 이혼.동년 10월31일, 히비키와의 전속 매니지먼트 계약을 종료.같은 해 11월1일부터 프리.
2024년 7월5일, 28세의 생일을 기념해 첫 오리지날 송 「고메리안」을 발표해, 솔로 데뷔를 한다.

## 인물
취미는 신사, 불각 순회와 부적 수집.
자택에서는 페럿의 「치쿠와」를 기르고 있다.
국제학교 출신으로 영어도 능통하다.한편, 일본어는 상당히 수상하다.틀린 경어(상대방을 공경하는 마음은 잘 알려져 있다)를 쓰기도 하고, 말이 부족하기도 한다.그녀에 대해 제대로 된 지적을 할 수 있는 것은 요시다 나오키 아나운서 정도.
「가정교사 히트맨 리본!」으로 애니메이션의 세계에 빠져, 히라노 아야의 애프터 레코딩을 본 것이 계기가 되어 성우에 뜻을 두게 되었다.
매우 하이텐션으로 알려져 있으며, 특히 밴드 관계의 이벤트나 프로그램에 대해서는, 그 프리덤한 거동으로 유명. 또 다른 이름을 「RAS의 무서운 놈(RASのやべーやつ)」. 발언도 위험하지만 행동도 위험하다.
그러면서도 성격은 성실하고 예의 바르다.연기의 폭도 넓고, 몇 개의 갭을 가진 인물이다.